# Featured Artists’ Coalition
Pour les articles homonymes, voir FAC.
La coalition des artistes vedettes ou "Featured Artists’ Coalition" (FAC) est une association ayant pour but "de défendre les intérêts des musiciens et des chanteurs, face aux majors du disques, aux distributeurs numériques et des auteurs acteurs du marché, dans ce nouvel âge numérique."
La coalition s'est formée le 4 octobre 2008. Sa première assemblée générale a eu lieu le 11 février 2008. À cette occasion, la coalition s'est prononcée contre la criminalisation des internautes et de leurs fans qui utilisent le peer to peer.

## Membres
Les 140 membres principaux sont des artistes anglais célèbres :
Billy Bragg, Chrissie Hynde, Craig David, David Gilmour, Gang of Four, Iron Maiden, Jools Holland, Kaiser Chiefs, Kate Nash, Klaxons, Radiohead, Richard Ashcroft, Robbie Williams, Sia Furler, Stephen Duffy, The Cribs, The Verve, Travis, Wet Wet Wet, White Lies, Mark Kelly…